# ジャック・デンプシー (ラグビー選手)
ジャック・デンプシー（Jack Dempsey、1994年4月12日 - ）は、ユナイテッド・ラグビー・チャンピオンシップ、グラスゴー・ウォリアーズに所属するラグビーユニオン選手。

## プロフィール
- オーストラリア・シドニー出身[1]。
- ポジションはフランカー(FL)。
- 身長 190cm、体重 109kg
- U20オーストラリア代表に選ばれたことがある[2]。
- オーストラリア代表通算キャップ数は14でラグビーワールドカップ2019のオーストラリア代表に選ばれた[3]。
- スコットランド代表キャップは4（2022年12月現在）。

## 略歴
クイーンズランド・カントリーを経て、2015年、ワラターズに加入。
2021年、グラスゴー・ウォリアーズに加入。